# Sibilla Aleramo
Sibilla Aleramo   (Alessandria, 14 d'agost de 1876 - Roma, 13 de gener de 1960) fou una escriptora i periodista feminista italiana, coneguda per les seues obres literàries de tint autobiogràfic sobre la vida com a dona a la fi del segle xix a Itàlia.

## Biografia
Sibilla Aleramo, pseudònim de Marta Felicina Faccio, anomenada Rina, nasqué a Alessandria, Piemont. Als 11 anys se n'anà a viure amb la seua família de Milà, a la regió de Marche, a Itàlia, on el seu pare era gerent d'una fàbrica de vidre. Deixà els estudis a Civitanova Marche. A més d'estudiar pel seu compte, en aquests anys treballà com a comptable a la fàbrica on treballava son pare.
La seua adolescència va ser molt difícil: al setembre de 1890 la seua mare, que ja sofria depressions, intentà suïcidar-se. Després d'uns anys molt difícils, fou ingressada en un manicomi de Macerata, on va morir el 1917. 
Al febrer de 1892, als 15 anys, Aleramo fou violada per un empleat de la fàbrica de vidre on treballava, Ulderico Pierangeli. L'any següent s'hagué de casar amb aquest home, seguint la tradició que continuava vigent a Itàlia, la de l'anomenat "matrimoni riparatore", llei que emparava els agressors sexuals i prescrivia el delicte en comprometre's a casar-se amb la víctima.
Un any i mig després, als 17 anys, tingué el seu primer i únic fill, Walter.

## El començament de la seua producció literària
Entre els anys 1892 i 1894 començà a escriure per a alguns diaris locals, utilitzant els pseudònims de Nira o Reseda. Des de l'any 1897 Aleramo escriu per a altres periòdics italians com Gazzetta letteraria, L’Indipendente, la revista feminista Vita moderna i el diari socialista Vita internazionale. En aquests anys inicia la seua correspondència amb Giorgina Janet Craufurd, dona compromesa amb el feminisme, i amb Aurelio Saffi.
En aquest període Aleramo es lliura a la causa feminista i participa en manifestacions organitzades per a defensar el dret al vot per a les dones i lluita també contra la prostitució.
El 1899 es muda a Milà amb la seua família i la nomenen directora de la revista socialista L’Itàlia femminile: entra en contacte amb l'ambient socialista milanés.
Al juny de 1901 Aleramo escriu Il nucleo generatore di una donna, en què reflexiona sobre la maternitat.
Al febrer de 1902 Aleramo deixa la seua família per considerar que vivia en una condició d'opressió i se'n va a Roma. Allà comença una batalla legal per a separar-se del marit i per a obtenir la custòdia del fill, però no ho aconsegueix i alguns anys després li impedeixen fins i tot tenir correspondència epistolar amb el fill.
A Roma Aleramo tingué una relació amb Giovanni Cena, escriptor i periodista, que la convenç perquè explique la seua història en una novel·la autobiogràfica i empre el pseudònim Sibilla Aleramo. El 3 de novembre de 1906 es publica Una donna, una obra autobiogràfica en la qual Aleramo relata la seva vida fins a aquell moment; parla també de la violació que va sofrir als 15 anys. Això va resultar revolucionari per a la seua època.
Quan Aleramo escriu una obra autobiogràfica pretén permetre a altres dones veure's reflectides en la seua història per a ser capaces de rebel·lar-se. Per açò, Aleramo va denunciar les condicions de les dones i reivindica la igualtat de sexes, sense anomenar mai persones reals: es limita a anomenar els personatges amb la seua funció (mare, marit, fill, etc.).
L'obra de seguida tingué molt d'èxit i es traduí a moltes llengües. Aleramo continuà la seua lluita dins del moviment feminista, per la institució d'escoles nocturnes femenines i d'escoles nocturnes per a pagesos i pageses de l'Agro Romà, el camp pobre del voltant de Roma.
El 1908, mentre encara estava relacionada amb Cena, coneix a Cordula "Lina" Poletti en un congrés de dones, i relatà la seua relació lèsbica d'un any en la novel·la Il Passaggio (1919), en què Aleramo torna a la història contada en Una donna. Hi explica que Giovanni Cena l'havia convençuda perquè canviés una mica la seua història, i li va oferir una versió diferent d'alguns esdeveniments, en particular del final.
Sibilla Aleramo fou una de les feministes més importants d'Itàlia. Les seues cartes a Poletti s'han estudiat per l'obertura quant a les relacions homosexuals, igual que la seua producció en general. El primer llibre d'Aleramo, Una donna, ja es considera un clàssic de la literatura italiana, i la primera novel·la clarament feminista escrita per una autora italiana.
Al llarg del segle xx, a Aleramo se la recordà sobretot per les seues relacions amoroses; la seua vida, però, és significativa per l'enlluernadora trajectòria com a dona i artista independent que travessa èpoques molt diferents (la Itàlia liberal, el feixisme, la postguerra i la República Italiana) mantenint sempre una postura cultural i política. El 1925 dona suport al Manifest dels intel·lectuals antifeixistes. Més tard, Aleramo recorregué el continent i fou membre actiu de la política comunista després de la Segona Guerra Mundial. El 1948 participa en el Congrés Mundial d'Intel·lectuals en Defensa de la Pau, a Breslau.
Aleramo deia que havia viscut tres vides. La seua "primera vida", com a mare i esposa, la descriu en Una Donna. Durant la seua "segona vida", es va oferir com a voluntària en un refugi per a pobres a Roma dirigit per la Unione Femminile i participa activament en organitzacions feministes. La "tercera vida" són 30 anys escrivint les experiències de la seua biografia en la seua obra.

## Aleramo i la política: una relació controvertida
Després d'un primer moment d'oposició al règim feixista, el 1929, en viure en una condició miserable, sol·licita una trobada amb Benito Mussolini i li demana ser nomenada membre de l'Accademia d'Itàlia per tenir un subsidi econòmic. A partir d'aquest moment comença a escriure ressenyes positives sobre el feixisme, obtenint així més diners i també protecció per part del govern. El 1933 s'inscriu en l'Associazione nazionale feixista donne artiste e laureate.
El 1943 s'allunya del Partit feixista i el 1946 s'inscriu al Partit comunista.
Aleramo, pel seu compromís amb el feminisme i per Una donna, s'havia oposat a la concepció masclista de la seua època i havia lluitat per la igualtat de sexes; a més, havia definit immoral el fet de sacrificar la seua individualitat com a ésser humà per a dedicar-se completament als fills. Aquestes idees es contraposaven a les idees feixistes que consideraven les dones abans com a mares, i després com a esposes o vídues. Malgrat tot, la seua obra Una donna va tenir molt d'èxit durant el feixisme i se'n publicaren noves edicions.

## Obra selecta
- Una donna (Una dona, 1906). Publicada en català per Adesiara editorial l'any 2013 ISBN 9788492405572.
- Il passaggio (El passatge, 1919).
- Caminando e stando (Anar i quedar-se, 1921).
- Momenti (Moments, 1921).
- Trasfigurazione (Transfiguració, 1922).
- Endimione (Endimió, 1923).
- Poesie (Poemes, 1929).
- Gioie d'occasione (Plaers ocasionals, 1930).
- Il frustino (El fuet, 1932).
- Sì alla terra (Sí a la terra, 1934).
- Orsa minori (Ossa menor, 1938).
- Dal mio diario (1940-1944) (Diari i cartes: del meu diari, 1945)
- Selva d'amore (Selva d'amor, 1947), guanyadora del premi Viareggio el 1948 i publicada en català per Edicions 62 l'any 1987 ISBN 9788429726480.
- Aiutatemi a dire (Ajudeu-me a dir, 1951).
- Gioie d'occasione e altre ancora (Més plaers ocasionals, 1954).
- Luci della mia sera (Llums de la meua tarda, 1956).
- Un viaggio chiamato amore. Lettere (1916-1918) (Cartes (1916-1918), 1958). Arreplega de la correspondència entre ella i Dino Campana. Publicada en català per Lleonard Muntaner Editor l'any 2012 ISBN 9788415592273.